# (6633) 1986 TR4
A (6633) 1986 TR4 a Naprendszer kisbolygóövében található aszteroida. Poul Jensen fedezte fel 1986. október 11-én.